# Ein Weihnachtslied in Prosa oder Eine Geistergeschichte zum Christfest
Ein Weihnachtslied in Prosa oder Eine Geistergeschichte zum Christfest ist eine deutsche Fernseh-Verfilmung von Charles Dickens’ Erzählung A Christmas Carol.

## Handlung
Die Handlung des Films entspricht der literarischen Vorlage: Der alte, reiche und geizige Ebenezer Scrooge wird in der Nacht vor Weihnachten erst vom Geist seines verstorbenen Geschäftspartners Jacob Marley und dann von drei weiteren Geistern heimgesucht. Diese zeigen ihm die Weihnachtsfeste der Vergangenheit, der Gegenwart und der Zukunft. Er erkennt, dass sein Geld ihn nicht glücklich gemacht hat, niemand ihn mag und nach seinem Tod niemand um ihn trauern wird. Am nächsten Morgen erwacht er und nimmt sich vor, ein besserer und großzügigerer Mensch zu werden.
Am Anfang und am Ende sowie zwischen einigen Szenen erscheint der Autor Charles Dickens selbst als Erzähler. So wird zum Beispiel die Episode, als Scrooges Verlobte ihm den Ring zurückgibt, nicht als Szene gezeigt, sondern nur erzählt. Das Weihnachtsfest im Hause von Scrooges früherem Chef Mr. Fezziwig wird als Tanzszene dargestellt, die Choreografie stammt von Erika Nein.

## Produktion
Der Film wurde vom Bayerischen Rundfunk produziert und an Heiligabend 1960 zum ersten Mal ausgestrahlt. Im November 2015 erschien er bei Pidax auf DVD.
Bereits 1955 produzierte der BR nach dem gleichen Drehbuch ein Fernsehspiel unter der Regie von Wilm ten Haaf, das jedoch live gesendet und nicht aufgezeichnet wurde. Die Hauptrolle des Ebenezer Scrooge spielte Harald Mannl.